# Андреевка (Подгоренский район)
Андреевка — село в Подгоренском районе Воронежской области Российской Федерации. Входит в Лыковское сельское поселение.

## География
Расположено в 16 км к северо-востоку от Подгоренского и в 135 км к юго-юго-востоку от Воронежа.
Село, как и вся Воронежская область, живёт по Московскому времени.

## Население
| 1859 | 1897 | 2010 |
| ---- | ---- | ---- |
| 936  | ↘820 | ↘291 |